# Groupe communiste
Die Groupe communiste (dt. Kommunistische Fraktion), kurz COM, war eine von 1962 bis 2002 bestehende kommunistische Fraktion in der französischen Nationalversammlung. Sie bestand in ihrer 40-jährigen Geschichte größtenteils aus Mitgliedern der Kommunistischen Partei Frankreichs (PCF) sowie aus Vertretern der Kommunistischen Partei Réunions (PCR), der Kommunistischen Partei Guadeloupes (PCG), der Konvention für eine fortschrittliche Alternative (CAP) und einzelnen parteilosen Abgeordneten.

## Geschichte

### 1958–1973: Anfänge und Gründung
Im Anschluss an die französischen Parlamentswahlen 1962 entstand erstmals in der V. Republik eine kommunistische Fraktion. Die PCF konnte trotz eines Zuwachses von lediglich 2,9 Prozentpunkten im Vergleich zu den Parlamentswahlen 1958 auf Grund des Mehrheitswahlrechts 31 Sitze hinzugewinnen und somit ihre parlamentarische Vertretung mehr als vervierfachen. Die Fraktion zählte in ihrer ersten Legislaturperiode insgesamt 41 Mitglieder, die allesamt der Kommunistischen Partei Frankreichs angehörten, der ein Wahlergebnis von 21,8 Prozent gelungen war. Bei den nächsten Parlamentswahlen 1967 konnte die PCF mit einem geringen Zuwachs von 0,7 Prozentpunkten ihre Abgeordnetenzahl fast verdoppeln. Mit 22,5 Prozent und 71 Abgeordneten gelang der Kommunistischen Partei Frankreichs ihr prozentual bestes Wahlergebnis bei Parlamentswahlen nach der IV. Republik. Zusätzlich zu den Abgeordneten der PCF kam mit Paul Lacavé von der Kommunistischen Partei Guadeloupes (PCG) der erste Abgeordnete aus Übersee in die Fraktion hinzu. Mit dem Parteilosen Pierre Cot zählte sie insgesamt 73 Abgeordnete. Bei den vorgezogenen Parlamentswahlen 1968 verlor die PCF trotz eines Verlustes von lediglich 2,5 Prozentpunkten auf Grund des Mehrheitswahlrechts mit 38 über die Hälfte ihrer Abgeordneten. Auch der Pariser Pierre Cot wurde nicht wiedergewählt. Einzig und allein die PCG mit Paul Lacavé konnte ihre Parlamentsvertretung nach den vorgezogenen Neuwahlen halten. Mit 34 Abgeordneten hatte die kommunistische Fraktion einen Tiefpunkt in ihrer Geschichte erreicht.

### 1973–1997: Höhen und Tiefen
Bei den folgenden Parlamentswahlen konnte sie jedoch stets Abgeordnete hinzugewinnen, ehe die Fraktion 1978 mit 86 Abgeordneten ihren Höchststand in der V. Republik erreichte. Wie 1962 und 1973 bestand sie wieder nur aus Abgeordneten der Kommunistischen Partei Frankreichs, der ein Wahlergebnis von 20,5 Prozent gelang. Erst nach den Parlamentswahlen 1981 schloss sich mit Ernest Moutoussamy von der PCG wieder ein Abgeordneter jenseits der PCF der Fraktion in der Nationalversammlung an. Fünf Jahre später folgten 1986 mit Paul Vergès und Elie Hoarau von der Kommunistischen Partei Réunions (PCR) zwei weitere. Dies konnte aber nicht verhindern, dass die kommunistische Fraktion in den Folgejahren auf Grund der hohen Stimmenverluste der Kommunistischen Partei Frankreichs durchweg Abgeordnete verlor, ehe sie 1993 auf 23 Abgeordnete geschrumpft war. Nach den Parlamentswahlen 1993 bestand sie aus 21 Mitgliedern der PCF sowie mit Ernest Moutoussamy, der inzwischen die Kommunistische Partei Guadeloupes verlassen hatte, aus einem Abgeordneten der Fortschrittlichen Demokratischen Partei Guadeloupes (PPDG) und mit Jean-Pierre Brard aus einem Abgeordneten der Konvention für eine fortschrittliche Alternative (CAP), der zunächst als Mitglied der Kommunistischen Partei Frankreichs gewählt worden war, während der Legislaturperiode aber aus der PCF austrat. Die Abgeordneten der PCR hatten die Fraktion bereits 1987 infolge der Streitigkeiten zwischen der Kommunistischen Partei Frankreichs und der Kommunistischen Partei Réunions verlassen und waren seitdem als fraktionslose Abgeordnete in der Nationalversammlung tätig. Nach den Parlamentswahlen 1997 schlossen sie sich mit den französischen Grünen, der republikanischen MDC und der linksliberalen PRS zu der Fraktion Radicaux, Citoyens et Verts (dt. Radikale, Bürger und Grüne) zusammen.

### 1997–2007: Ende und Auflösung
Die kommunistische Fraktion selbst konnte 1997 mit 36 Abgeordneten, wovon 34 Mitglieder der PCF und je ein Mitglied der PPDG und der CAP angehörten, ihr vorerst letztes Ergebnis erzielen. Nach den Parlamentswahlen 2002 löste sich die Fraktion auf. Die Abgeordneten der Kommunistischen Partei Frankreichs gründeten mit dem Abgeordneten der Konvention für eine fortschrittliche Alternative, Jean-Pierre Brard, und dem Parteilosen Jacques Desallangre die Groupe communiste et républicain (dt. Kommunistische und Republikanische Fraktion), welche 21 Abgeordnete umfasste, ehe sich auch diese 2007 infolge des schlechten Abschneidens der PCF und der somit nicht mehr genügenden Anzahl an Abgeordneten auflöste. Die Abgeordneten der Kommunistischen Partei Frankreichs und der Abgeordnete der CAP, Jean-Pierre Brard, schlossen sich mit den Abgeordneten der französischen Grünen, der Kommunistischen Partei Réunions und der Unabhängigkeitsbewegung der Martinique (MIM) sowie den beiden Parteilosen Jacques Desallangre und Maxime Gremetz, der inzwischen aus der PCF ausgetreten war, zu der technischen Fraktion Gauche démocrate et républicaine (dt. Demokratische und Republikanische Linke) zusammen, die 24 Abgeordnete umfasst.

## Abgeordnete
| Territorium | Mitgliedspartei                                          |
| Frankreich  | Kommunistische Partei Frankreichs (PCF)                  |
| Frankreich  | Konvention für eine fortschrittliche Alternative (CAP)   |
| Guadeloupe  | Kommunistische Partei Guadeloupes (PCG)                  |
| Guadeloupe  | Fortschrittliche Demokratische Partei Guadeloupes (PPDG) |
| La Réunion  | Kommunistische Partei Réunions (PCR)                     |